# نوال العيد
نوال العيد هي أستاذ دكتور في السنة بجامعة الأميرة نوره، الفائزة بجائزة الأمير نايف العالمية للسنة النبوية.
ولدت في مدينة شقراء بالمملكة العربية السعودية 1397 هـ

## المسيرة العلمية
حصلت على الثانوية العامة من الثانوية الأولى بشقراء وكانت الأولى.. على المنطقة الوسطى، ثم حصلت على درجة البكالوريوس من كلية التربية للبنات بالرياض، الأقسام الأدبية في تخصص الدراسات الإسلامية في عام 1419 هـ / 1420هـ بتقدير ممتاز مع مرتبة الشرف، وكانت الأولى على الكلية، وحصلت على درجة الماجستير من الكلية نفسها في تخصص «الحديث النبوي وعلومه» بتقدير ممتاز مع مرتبة الشرف الأولى مع الإيصاء بالطباعة، ثم حصلت على درجة الدكتوراه في الحديث وعلومه من الكلية نفسها بتقدير ممتاز مع مرتبة الشرف الأولى مع الإيصاء بالطباعة، وكان البحث «الأحكام الصغري» لابن كثير، كتاب الأذان دراسة وتحقيقاً في عام 1424هـ.

## المناصب العلمية
- تعينت معيدة في الكلية عام 1419هـ / 1420هـ.
- عضوة في لجنة تطوير مناهج الحديث في مدارس التعليم العام.
- عضوة في مجالس تأديب الكليات.
- عضوة في النشاط الثقافي في قسم الدراسات.
- عضو استشاري في إدارة المساجد، ومؤسسة الإعمار، وجمعية تحفيظ القرآن.
- فائزة بجائزة الأمير نايف بن عبد العزيز للسنة وعلومها والدراسات الإسلامية المعاصرة بعنوان حقوق المرأة في السنة النبوية.

تعد من أبرز الداعيات في العالم الإسلامي ولها جهود داخل المملكة وخارجها

## أبرز النشاطات
- درس أسبوعي في شرح أسماء الله الحسنى.
- برامج إذاعية في حقوق المرأة والشؤون الأسرية.

## مؤلفاتها
* التيسير على النساء في الحج في ضوء السنة النبوية 
* برنامج فعلي في التوبة إلى الله
* ماذا بعد الحج
* موقف المؤمن من الفتن في ضوء حديث عبد الله بن عمرو
* ضوابط التكفير في ضوء السنة النبوية
* حقوق المرأة في ضوء السنة النبوية

## محاضرات
- درس أسبوعي في شرح أسماء الله الحسنى..
- شرح كتاب التوحيد
- شرح كتاب التجريد الصريح لأحاديث الجامع الصحيح
- كيفية نصرة النبي محمد صلى الله عليه وسلم
- تربية الأبناء
- الحجاب
- رمضان.. فرصة العمر

## مقالات
- وانقضى المولد.
- طاح الجمل
- أبطال الوطن
- أجرة الحضانة
- اختلافهم رحمة واسعة
- أخوة رغم الاختلاف
- أزمة الفهم
- أساتذة بالواسطة
- إسقاط الرموز
- اعدلوا بين أبنائكم
- أعيدوا للمرأة المجتمع النبوي
- أفعمياوان أنتما
- المرأة السعودية بطلة الألعاب الأولمبية
- كم مرة ختمت؟
- فقه القلوب في رمضان
- عورة المسلم

## لقاءات
- نوافذ أسرية (برنامج إذاعي في حقوق المرأة والشؤون الأسرية)*///*
- مداخلة حول عمل المرأة كاشير.

## وصلات خارجية
موقع رسمي
موقع الواحات
حساب د/نوال العيد على تويتر
صفحة الفيس بوك  على فيسبوك.
قناة د/ نوال على اليوتيوب